# Андрий Дешчиця
Андрий Бохданович Дешчиця (на украински: Андрій Богданович Дещиця) е украински политик и дипломат. Министър на външните работи на Украйна (27 февруари 2014 – 19 юни 2014).

## Биография
Роден е в Лвовска област на 22 септември 1965 г. Завършва университета на Лвов (1989). Получава магистърска степен в Университета на Албърта (в Едмънтън, Канада) (1995). Има докторска степен по политически науки (1995).
От 1996 до 1999 г. е прессекретар и първи секретар в Посолството на Украйна в Полша. От 1999 до 2001 г. е старши координатор в PAUCI (полско-американско-украинската инициатива за сътрудничество) в Украйна. От 2001 до 2004 г. е съветник в Посолството на Украйна във Финландия. От септември 2004 до август 2006 г. е пълномощен министър и съветник в Посолството на Украйна в Полша.
От август 2006 г. до декември 2007 г. е говорител на Министерството на външните работи на Украйна.
От 4 декември 2007  до 9 октомври 2012 г. е извънреден и пълномощен посланик на Украйна във Финландия, а от 3 октомври 2008 пак до 9 октомври 2012 г.  е едновременно извънреден и пълномощен посланик на Украйна в Исландия.
През октомври 2012 г. е назначен за посланик за специални поръчения в Министерството на външните работи на Украйна. През януари 2013 година става специален представител на председателя на ОССЕ.
От 27 февруари 2014 до 19 юни 2014 г. е временно изпълняващ длъжността министър на външните работи на Украйна.